# Куп Југославије у фудбалу 1969/70.
Куп Југославије у фудбалу 1969/70. је такмичење у организацији Фудбалског савеза Југославије у коме је учествовало укупно 2610 екипа из СФРЈ. У завршницу се пласирало 16 клубова (и то 7 из СР Србије, 4 из СР Хрватске, 2 из СР Босне и Херцеговине и по један клуб из СР Црне Горе, СР Македоније и СР Словеније).
Од ове године пропозиције су измењене: ако су оба финалиста ван Београда играће се само једна утакмица — у Београду. Ако је један финалиста из Београда, а други из неког другог града, одиграће се две утакмице, али друга увек у Београду.
Завршно такмичење је почело 28. фебруара 1970. и трајало је до 27. маја 1970. када је одиграна друга финална утакмица.

## Осмина финала
| Утак. | Клуб, Место           | Резултат    | Клуб, Место         |
| ----- | --------------------- | ----------- | ------------------- |
| 1.    | Осијек                | 1:3         | Војводина Нови Сад  |
| 2.    | Олимпија Љубљана      | 3:0         | Будућност Титоград  |
| 3.    | Оријент Ријека        | 0:1         | Динамо Загреб       |
| 4.    | Вардар Скопље         | 1:1 3:4 пен | Хајдук Сплит        |
| 5.    | ОФК Београд           | 2:0         | Рудар Какањ         |
| 6.    | Црвена звезда Београд | 1:0         | Жељезничар Сарајево |
| 7.    | Раднички Ниш          | 1:0         | Сутјеска Никшић     |
| 8.    | Пролетер Зрењанин     | 0:0 4:3 пен | Партизан Београд    |

## Четрвртфинале
| Утак. | Клуб, Место        | Резултат       | Клуб, Место           |
| ----- | ------------------ | -------------- | --------------------- |
| 1.    | Војводина Нови Сад | 0:2 (0:0, 0:0) | Олимпија Љубљана      |
| 2.    | Динамо Загреб      | 1:0            | Хајдук Сплит          |
| 3.    | ОФК Београд        | 0:1            | Црвена звезда Београд |
| 4.    | Раднички Ниш       | 2:0            | Пролетер Зрењанин     |

## Полуфинале
| Утак. | Клуб, Место           | Резултат | Клуб, Место   |
| ----- | --------------------- | -------- | ------------- |
| 1.    | Олимпија Љубљана      | 3:1      | Динамо Загреб |
| 2.    | Црвена звезда Београд | 2:0      | Раднички Ниш  |

## Финале
| Победник Купа Југославије у фудбалу 1969/70. |
| -------------------------------------------- |
| ФК Црвена звезда 8. титула.                  |

### Прва утакмица
| Утак. | Клуб, Место      | Резултат | Клуб, Место           |
| ----- | ---------------- | -------- | --------------------- |
| 1.    | Олимпија Љубљана | 2:2      | Црвена звезда Београд |

| Домаћи клуб                              | Резултат | Гостујући клуб |
| ---------------------------------------- | --- | --- |
| Олимпија Љубљана                         | 2 - 2 | Црвена звезда Београд |
| Датум                                    | 19. мај, 1970. | 19. мај, 1970. |
| Стадион                                  | Стадион Бежиград, Љубљана | Стадион Бежиград, Љубљана |
| Гледалаца                                | 6.000 | 6.000 |
| Судија                                   | Г. Попов (Титов Велес) | Г. Попов (Титов Велес) |
| НК Олимпија (тренер: Недељко Гугољ)      | Златко Шкорић, Велимир Сомболац, Атанас Ђорлев, Јукић, Милош Шошкић, Драган Гуглета, Данило Попивода, Радослав Бечејац, Пејовић (Златко Клампфер), Петер Амершек, Бранко Облак                   | Златко Шкорић, Велимир Сомболац, Атанас Ђорлев, Јукић, Милош Шошкић, Драган Гуглета, Данило Попивода, Радослав Бечејац, Пејовић (Златко Клампфер), Петер Амершек, Бранко Облак                   |
| ФК Црвена звезда (тренер: Миљан Миљанић) | Ратомир Дујковић, Милован Ђорић, Сава Карапанџић, Мирослав Павловић, Кирил Дојчиновски, Бранко Кленковски, Зоран Антонијевић, Станислав Караси, Војин Лазаревић, Трифун Михајловић, Драган Џајић | Ратомир Дујковић, Милован Ђорић, Сава Карапанџић, Мирослав Павловић, Кирил Дојчиновски, Бранко Кленковски, Зоран Антонијевић, Станислав Караси, Војин Лазаревић, Трифун Михајловић, Драган Џајић |
| Стрелци                                  | 0-1 Лазаревић 18', 1:1 Амершек 23', 1:2 Михајловић 63', 2:2 Бечејац 88' | 0-1 Лазаревић 18', 1:1 Амершек 23', 1:2 Михајловић 63', 2:2 Бечејац 88' |

### Друга утакмица
| Утак. | Клуб, Место           | Резултат | Клуб, Место      |
| ----- | --------------------- | -------- | ---------------- |
| 2.    | Црвена звезда Београд | 1:0      | Олимпија Љубљана |

| Домаћи клуб                              | Резултат | Гостујући клуб |
| ---------------------------------------- | --- | --- |
| Црвена звезда Београд                    | 1 - 0 | Олимпија Љубљана |
| Датум                                    | 27. мај, 1970. | 27. мај, 1970. |
| Стадион                                  | Стадион Црвена звезда, Београд | Стадион Црвена звезда, Београд |
| Гледалаца                                | 30.000 | 30.000 |
| Судија                                   | Миливоје Гугуловић (Ниш) | Миливоје Гугуловић (Ниш) |
| ФК Црвена звезда (тренер: Миљан Миљанић) | Ратомир Дујковић, Милован Ђорић, Сава Карапанџић, Мирослав Павловић, Кирил Дојчиновски, Бранко Кленковски, Зоран Антонијевић, Станислав Караси, Војин Лазаревић, Трифун Михајловић, Драган Џајић | Ратомир Дујковић, Милован Ђорић, Сава Карапанџић, Мирослав Павловић, Кирил Дојчиновски, Бранко Кленковски, Зоран Антонијевић, Станислав Караси, Војин Лазаревић, Трифун Михајловић, Драган Џајић |
| НК Олимпија (тренер: Недељко Гугољ)      | Златко Шкорић, Драган Рогић, Атанас Ђорлев, Србу, Милош Шошкић, Златко Клампфер, Данило Попивода, Драган Гуглета, Радослав Бечејац, Петер Амершек, Бранко Облак                                  | Златко Шкорић, Драган Рогић, Атанас Ђорлев, Србу, Милош Шошкић, Златко Клампфер, Данило Попивода, Драган Гуглета, Радослав Бечејац, Петер Амершек, Бранко Облак                                  |
| Стрелци                                  | 1-0 Џајић 118' | 1-0 Џајић 118' |

## Резултати победника Купа Југославије 1969/70. уКупу победника купова 1970/71.
Овогодишњи победник купа Црвена звезда, освојила је дупли круну (првенство и куп) па је играла у Лиги шампиона, док је у Купу купова играо финалиста купа, љубљанска Олимпија.
| Ранг      | Клуб    | Држава      | укупан рез. | Држава | Клуб             | 1. утак. | 2. утак. |
| --------- | ------- | ----------- | ----------- | ------ | ---------------- | -------- | -------- |
| Прво коло | Бенфика | Португалија | 9:2         | СФРЈ   | Олимпија Љубљана | 1:1      | 8:1      |